# Låssa distrikt
Låssa distrikt är ett distrikt i Upplands-Bro kommun och Stockholms län. 
Distriktet ligger i sydvästra delen av kommunen, vid Mälaren.

## Tidigare administrativ tillhörighet
Distriktet inrättades 2016 och utgörs av socknen Låssa i Upplands-Bro kommun.
Området motsvarar den omfattning Låssa församling hade vid årsskiftet 1999/2000.